# Hacia las estrellas (álbum)
Hacia las estrellas es un disco recopilatorio del grupo musical Aviador Dro editado únicamente en formato casete en el año 1988 por el sello independiente asturiano "Fusión de Producciones" bajo la referencia IF014. 
Dicho recopilatorio consta de un total de 17 temas, entre los cuales hay inéditos, temas en directo y todas las grabaciones realizadas con Movieplay.

## Lista de canciones
| Título                                      | Autor                             | Duración |
| ------------------------------------------- | --------------------------------- | -------- |
| La chica de Plexiglás (*)                   | Servando Carballar                | 2:12     |
| Vano temporal (*)                           | Juan Carlos Sastre                | 3:55     |
| Gestalt (*)                                 | Gabriel Riaza                     | 1:46     |
| La visión (*)                               | Servando Carballar, Gabriel Riaza | 1:57     |
| Hal 9.000 (*)                               | Servando Carballar                | 3:39     |
| Laser (*)                                   | Servando Carballar                | 2:42     |
| No tengo boca (**)                          | Servando Carballar                | 3:24     |
| Corazón de batidora (**)                    | Servando Carballar                | 2:09     |
| Baila con tu robot (**)                     | Servando Carballar                | 1:56     |
| Te veré caer (***)                          | Servando Carballar                | 2:38     |
| Gérmenes psíquicos (****)                   | Servando Carballar                | 4:25     |
| Nuclear sí (****)                           | Servando Carballar                | 2:41     |
| La Modelo (****)                            | Servando Carballar                | 3:32     |
| Los Fabricantes de electrodomésticos (****) | Servando Carballar                | 4:16     |
| La Persecución (****)                       | Servando Carballar                | 4:02     |
| Selector de frecuencias (****)              | Servando Carballar                | 5:36     |
| El Nacimiento de la industria (****)        | Servando Carballar                | 4:07     |

(*) Grabados en 1980 para Movieplay
(**) Grabados durante 1981
(***) Grabado en septiembre de 1986
(****) Grabados en directo en Barcelona (1982)